# Espíritu y naturaleza
Espíritu y Naturaleza es un libro de Gregory Bateson, antropólogo y naturalista británico. 
Escrito al final de su vida, es una exposición relativamente ordenada y asequible de su pensamiento, hasta entonces disperso en publicaciones técnicas. El título original iba a ser La idea evolutiva, y se proponía reexaminar la evolución biológica a la luz de la Cibernética y la Teoría de la Información.